# 斜叶榕
斜叶榕（学名：Ficus tinctoria）为桑科榕属半附生植物下的一个种，與無花果樹同為榕属，生長於熱帶、亞熱帶的絞殺植物，如同別名「染料無花果」、「傴僂無花果」。分布在菲律宾、巴布亚新几内亚、澳大利亚、塔希提、臺灣、密克罗尼西亚、波利尼西亚、印度尼西亚以及中国大陆的海南等地，生长于海拔200—2,400（660—7,870英尺）的地区，多生长在盆地、山坡、丘陵杂木林中、山谷密林下或山坡林中，目前已由人工引种栽培。
在澳大利亞，記載為一個中等大小的樹帶有光滑、橢圓形的綠葉。研究發現常生長在岩石地區或以上的巨石。其葉片數呈不對稱的。

## 异名
- Ficus gibbosa Bl.
- Ficus tinctoria Forst. f. ssp. gibbosa (Bl.) Corner
- Ficus tinctoria Forst. f. ssp. parasitica (Willd.) Corner
- Ficus tinctoria Forst. f. ssp. swinhoei (King) Corner

## 藥學
全株或樹皮：味苦、性寒，有清熱利濕、化痰鎮咳、袪風通絡之效，治感冒發熱、咳嗽、肺熱喘咳、支氣管炎、傷寒腹痛、風濕關節痛、目赤腫痛。